# Gungui
Gungui – miasto w Angoli, w prowincji Huíla.